# Laury Maciel
Laury Maciel (Taquara, c.1924 — 26 de setembro de 2002) foi um escritor, professor, advogado e administrador brasileiro.
Formou-se em Direito pela UFRGS.
Escreveu obras regionais sobre o Rio Grande do Sul. Dirigiu o Instituto Estadual do Livro e a Biblioteca Pública do Estado.
Ocupou a cadeira 18 da Academia Rio-Grandense de Letras. Recebeu a Medalha do Mérito “João Simões Lopes Neto”.

## Biografia
Seus pais descendem de famílias açorianas tradicionais, moradoras no interior do município de Taquara, que contava então com apenas três mil habitantes. O pai, Trajano Maciel, tenta a sorte como dono de um armazém. Atrás do balcão, Laury tem o primeiro contato com a humanidade que, mais tarde, retratará em seus livros. Na pequena cidade, faz os estudos primários e, em seguida, para de estudar pela ausência de um colégio que tivesse o curso ginasial. No ano de 1945, muda-se para Porto Alegre e torna-se bancário. Muito tempo depois, volta a estudar, faz o supletivo e forma-se em Direito pela UFRGS. Tem paixão, no entanto, pelo magistério e se torna professor de Literatura Portuguesa.
No início dos anos 70, publica seus primeiros trabalhos de ficção em suplementos culturais. Na mesma década, participa de várias antologias de contistas e, em 1977, lança sua primeira obra, o livro de contos “Corpo e Sombra”, pela Editora Movimento. Nesta obra, predominam textos alegóricos e a linguagem revela-se seca e precisa. Em 1983, publica uma nova coletânea de relatos, “O Homem que Amava Cavalos”. O livro obtém boa repercussão crítica e popular, sedimentando o nome do autor como um dos contistas mais importantes do estado.
“Noite no Sobrado”, lançado em 1986, marca a adesão de Laury ao romance. Ambientado nas primeiras décadas do século, na aldeia de Santa Cristina do Pinhal, então sede do município de Taquara, a narrativa fixa um mundo decadente, atormentado por amores proibidos e por perversões psicológicas e sociais.  Este romance teria continuidade em “Rosas de Papel Crepom” (1992). A ação condensa-se agora na década de 30 e se passa em Mundo Novo (Taquara). Antes disso, em 1989, o autor lançara seu terceiro livro de contos, “A Noite do Homem-Mosca”, cujo conto principal era exatamente o embrião desse romance.
Sobre os contos de Laury Maciel pode-se aﬁrmar que são estruturados em torno de duas tendências fundamentais: a) uma tendência alegórica, próxima do fantástico, em que histórias estranhas servem de referência simbólica à formas de opressão social e política. Esta tendência corresponde, sobretudo, à época do autoritarismo militar; b) uma outra, mais realista, ligada sobremodo às pequenas cidades interioranas, onde avultam desencontros e dramas existenciais.

## Obras
- Corpo e Sombra, contos, 1977
- O Homem que Amava Cavalos, 1983
- A Noite do Homem-Mosca, 1989
- Noites no Sobrado, romance, 1986
- Rosas de Papel Crepom, romance, 1992
- Pedras dos Anjos, 2000